# Brita Nordlander
Brita Nordlander, född Redin 5 september 1921 i Uppsala, död där 27 augusti 2009, var en svensk lärare och politiker som var ordförande i kommunfullmäktige i Uppsala, där hon företrädde Folkpartiet, föregångaren till Liberalerna.
Nordlander inledde sin politiska karriär 1955, som ledamot av Uppsala kommuns parknämnd. Hon var ordförande i Uppsala kommunfullmäktige mellan 1971 och 1983. Hon var den andra kvinnan på posten som ordförande i Uppsala kommunfullmäktige, efter högerpartisten Blenda Ljungberg. Efter Nordlander dröjde det till 2018 innan Uppsala fick en kvinnlig kommunfullmäktigeordförande, i liberalen Eva Edwardsson.
Vid sidan om sitt yrke som lärare var hon en återkommande skribent i olika tidningar och tidskrifter, där hon bland annat skrev om litteratur. Hon skrev även bland annat om Hilma Angered-Strandberg i Nordisk kvinnolitteraturhistoria.
Tillsammans med sin make Nils Brage Nordlander var hon också aktiv i upprättandet av Medicinhistoriska museet i Uppsala. 

## Utmärkelser
- Brita Nordlander, sammanträdesrum i Uppsala kommunhus.